# Gusendos de los Oteros
Gusendos de los Oteros település Spanyolországban, León tartományban. Lakosainak száma 126 fő (2024).

## Földrajza
Gusendos de los Oteros Santas Martas, Matadeón de los Oteros, Pajares de los Oteros és Corbillos de los Oteros községekkel határos.

## Népesség
A település lakosságának változását az alábbi diagram mutatja:
| Lakosok száma | 205  | 180  | 166  | 146  | 142  | 149  | 138  | 124  | 126  | 126  |
|               | 2001 | 2004 | 2007 | 2009 | 2012 | 2014 | 2017 | 2019 | 2022 | 2024 |